# Wilhelm von Schütz
Christian Wilhelm von Schütz (Berlín, 13 de abril de 1776 - Leipzig 9 de agosto de 1847) fue un escritor alemán.

## Biografía
Schütz fue un escritor romántico que se dio a conocer como dramaturgo (con Lacrimas, en 1802). Amigo de Ludwig Tieck, tradujo a partir de 1822 la Histoire de ma vie de Giacomo Casanova para los 12 volúmenes de la edición alemana de las famosas memorias. De 1842 a 1846 fue el editor de la revista católica Anticelsus.
Entre sus dramas destacan Lacrimas (1803) y Niobe (1807). De sus ensayos se recuerdan en especial Rußland und Deutschland (Rusia y Alemania), 1819. Deutschlands Preßgesetz (Ley alemana de prensa), 1821; Zur intellectuellen und substantiellen Morphologie (Por una morfología intelectual y substancial), 1821-1823; Lücken der deutschen Philosophie (Lagunas en la filosofía alemana), 1837; Über die preußische Rechtsansicht wegen der gemischten Ehen (Acerca de la opinión legal de Prusia sobre los matrimonios mixtos), 1839.

## Obras

### Lírica
- Romantische Wälder vom Verfasser des Lacrimas, 1808
- Der Garten der Liebe, 1811

### Teatro
- Lacrimas, drama, 1803
- Niobe, tragedia, 1807
- Der Graf und die Gräfin von Gleichen, tragedia, 1807
- Graf von Schwarzenberg, drama, 1819
- Dramatische Wälder (Gismunda, Evadne), 1821
- Carl der Kühne, drama, 1821

### Ensayos y otros escritos
- Rußland und Deutschland oder über den Sinn des Memoire von Aachen, 1819.
- Deutschlands Preßgesetz, seinem Wesen und seinen Folgen nach betrachtet, 1821.
- Zur intellectuellen und substantiellen Morphologie, mit Rücksicht auf die Schöpfung und das Entstehen der Erde, 1821–1823.
- Der Kirchenstaat, biblisch-prophetisch begründet in Rom, 1832.
- Lücken der deutschen Philosophie, 1837.
- Über die preußische Rechtsansicht wegen der gemischten Ehen, 1839.
- Maria Stuart, Königin von Schottland. Treu nach historischen Quellen geschildert, 1839.
- Über den katholischen Charakter der antiken Tragödie und die neuesten Versuche der Herren Tieck, Tölken und Böckh, dieselbe zu dekatholisiren, 1842.
- Hegel und Günther. Nicht Posaunenklang des jüngsten Gerichtes, nur fünf philosophische Betrachtungen, 1842.
- Die frommen katholischen Alt-Sarmaten und die neuen heidnischen Anti-Sarmaten in Polen. Zur richtigen Würdigung ihrer letzten Insurrection. Renger, Leipzig 1846 (E-Kopie).
- Weissagung des Bruders Hermann von Lehnin, 1847.

### Ediciones
- Aus den Memoiren des Venetianers Jacob Casanova de Seingalt, oder sein Leben, wie er es in Dux niederschrieb, 5 vols., Leipzig 1822–1824.

## Obras acerca de Schütz
- Friedrich Hiebel: Wilhelm von Schütz. Tesis, Viena 1928
- Joseph Goebbels: Wilhelm von Schütz als Dramatiker. Ein Beitrag zur Geschichte des Dramas der Romantischen Schule (Wilhelm von Schütz como dramaturgo. Una contribución a la historia del teatro de la escuela romántica). Tesis, Heidelberg 1922

- Datos: Q84512